# Château de l'Isle-sur-Arnon
Le château de l'Isle-sur-Arnon est situé sur la commune de Touchay, dans le département du Cher, en France.

## Historique
Sa construction est attribuée à Jean du Mas, conseiller et chambellan de Louis XI en 1480 et enrichi par son fils Gabriel du Mas, évêque de Périgueux en 1494, puis passe aux mains de Jean de Beaufort, prince de Canillac en 1579, mais fut incendié par le prince de Condé en 1650 après avoir perdu une partie de ses défenses en 1591 à la suite d'un siège.
Le monument fait l’objet d’une inscription au titre des monuments historiques depuis le 24 février 1926.